# Assemblée nationale (Nicaragua)
Pour les autres articles nationaux ou selon les autres juridictions, voir Assemblée nationale.
XXXIXe législature
Complexe législatif Carlos Núñez
L'Assemblée nationale (en espagnol : Asamblea Nacional) est l'organe  législatif monocaméral du Nicaragua.

## Système électoral

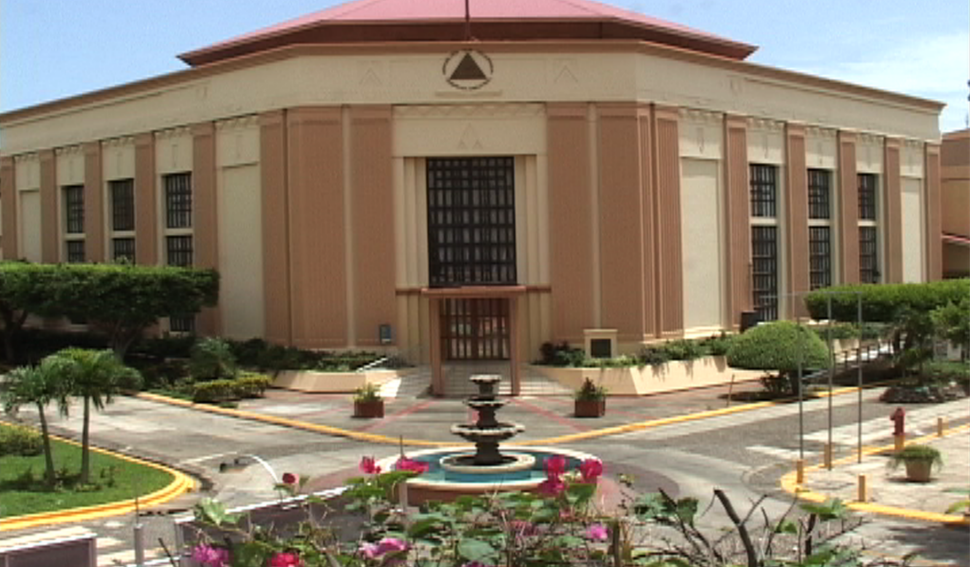
Complexe législatif Carlos Núñez, siège de l'Assemblée nationale.

L'Assemblée nationale est composé de 92 sièges pourvus pour cinq ans au scrutin proportionnel plurinominal avec listes bloquées, sans seuil électoral.
Sur ce total, 70 sièges sont pourvus dans 17 circonscriptions électorales de 2 à 19 sièges correspondant aux 15 départements et 2 régions autonomes du pays. Vingt autres sièges sont quant à eux pourvus dans une unique circonscription nationale. Enfin, les deux derniers sièges sont réservés pour l'un au candidat arrivé en seconde place à l'élection présidentielle organisée en même temps que les législatives, et pour l'autre au président sortant. Si le président sortant est réélu, le siège est attribué au vice président sortant, s'il n'est pas lui même réélu.
Les listes présentées par les partis doivent obligatoirement alterner des candidats de l'un ou l'autre sexe selon un système « zébré », de telle sorte qu'elles contiennent une moitié d'hommes et un moitié de femmes. A près décompte des suffrages, les sièges sont répartis sur la base du quotient simple dans chaque circonscription.
Les sièges parlementaires n'appartiennent pas aux députés mais aux partis, un député désirant changer d'affiliation politique doit par conséquent démissionner de sa fonction.

## Liste des présidents
| Nom                            | Début                    | Fin            | Parti politique                        |
| ------------------------------ | ------------------------ | -------------- | -------------------------------------- |
| Carlos Nuñez Téllez            | 1985                     | 1990           | FSLN                                   |
| Miriam Arguello Morales        | 1991                     | 1991           | UNO                                    |
| Alfredo César Aguirre          | 1992                     | 1992           | UNO                                    |
| Gustavo Tablada Zelaya         | 1993                     | 1993           | Parti socialiste nicaraguayen (PSN)    |
| Luis Alberto Guzmán            | 1994                     | 1995           | Parti chrétien social populaire (PPSC) |
| Cairo Manuel López             | 1996                     | 1996           | UDC                                    |
| Iván Escobar Fornos            | 1997                     | 1998           | PLC                                    |
| Oscar Moncada Reyes            | 1999                     | 2001           | PLC                                    |
| Arnoldo Alemán Lacayo          | 2002                     | 2002           | PLC                                    |
| Jaime Cadra Somarriba          | 2003                     | 2003           | PLC                                    |
| Carlos Noguera Pastora         | 2004                     | 2004           | PLC                                    |
| Santos René Nuñez Telléz       | 2005                     | 2005           | FSLN                                   |
| Eduardo Goméz López            | 2006                     | 2006           | PLC                                    |
| Santos René Nuñez Téllez       | 2007                     | 2011           | FSLN                                   |
| Santos René Nuñez Téllez       | 2012                     | septembre 2016 | FSLN                                   |
| Iris Marina Montenegro Blandón | septembre 2016           | 8 janvier 2017 | FSLN                                   |
| Gustavo Porras Cortés          | Depuis le 9 janvier 2017 |                | FSLN                                   |